# Kriegsgewinnler
Als Kriegsgewinnler (auch „Kriegsprofiteure“) werden Personen oder Organisationen bezeichnet, welche tatsächlich oder vermeintlich Notsituationen in Kriegszeiten ausnutzen, um überproportional hohen Gewinn zu erwirtschaften (siehe auch Wucher: Anbieten bzw. Verkaufen einer Leistung zu einer deutlich überhöhten Gegenleistung unter Ausnutzung einer Schwächesituation eines Vertragspartners, wenn diesem Vertragspartner keine Alternativen zur Verfügung stehen).
Manchmal werden jene Akteure so genannt, die bei einem Konflikt beide gegnerischen Seiten mit Waren (besonders Waffen) beliefern oder gegen ein Embargo verstoßen.
Entsprechende Handlungen können nach den Gesetzen der jeweiligen Staaten legal sein, sie gelten jedoch als ethisch verwerflich. Der Begriff ist im allgemeinen Sprachgebrauch negativ belegt.

## Varianten

### Rüstungsindustrie
Die Profite in der Rüstungsindustrie sind „verhältnismäßig 3–4 mal höher als bei Zivilindustrien gleicher technischer Leistungen“ analysierte Otto Lehmann-Rußbüldt für den Ersten Weltkrieg in seiner Schrift Die Blutige Internationale der Rüstungsindustrie (1929). Der Profit mit dem Krieg ist heute ein „globales Problem“. Neben der Industrie von traditionellem Kriegsgerät gehören heute auch die Kleinwaffen-Produzenten dazu.

### Waffenhändler
Waffenhändler, die an einem Krieg verdienen.

### Zivile Unternehmen
Zu den Kriegsgewinnlern gehören Unternehmen, die in Kriegszeiten lukrative Aufträge für Aufgaben übertragen bekommen, welche üblicherweise vom Militär ausgeführt werden, oder Unternehmen, die beim Wiederaufbau oder der Beseitigung von Kriegsschäden bevorzugt Aufträge erhalten; i. d. R. weil sie einem Land angehören, welches auf der Gewinnerseite der militärischen Auseinandersetzung steht.

## Antisemitisches Stereotyp des 1. Weltkrieges
Mit der Kriegsnot im Deutschen Reich und in der Habsburger Monarchie während des 1. Weltkrieges begann die Suche nach Schuldigen. „Schieber“, „Spekulanten“ und „Kriegsgewinnler“ wurden zum inneren Feind. Zeitungen propagierten das Stereotyp des jüdischen Kriegsgewinnlers. Kriegsniederlage, Systemwechsel und territoriale Verluste wurden von der erstarkenden antisemitischen und völkischen Bewegung den „Juden“ angelastet, die in der Nachkriegszeit als „Kriegsgewinnler“ zu Sündenböcken gemacht wurden.

## Schlagwort der Nachkriegszeit 1945–1949
Im Juli 1946 wurde in Sachsen eine Volksabstimmung zur „Überführung der Betriebe von Kriegs- und Naziverbrechern in das Eigentum des Volkes“ durchgeführt. Während auch die demokratischen Parteien einheitlich hinter dem Wunsch nach einer Enteignung der Verbrecher standen, entspann sich ein politischer Konflikt um die Formulierung, dass auch „Kriegsgewinnler“ und „Kriegsinteressenten“ enteignet werden sollten. Dieser Forderung der SED hielten die demokratischen Parteien entgegen, dass diese Begriffe nicht ausreichend definiert seien und zur Willkür führen würden. Für den Autor Dieter Felbick zählt „Kriegsgewinnler“ auch deshalb zu den Schlagworten der Nachkriegszeit 1945–1949.

## Erwähnung in der Literatur
In seinem Drama Mutter Courage und ihre Kinder wählte Bertolt Brecht eine Kriegsgewinnlerin als Hauptfigur.
Insbesondere in der Nachkriegsliteratur ist der Kriegsgewinnler eine vielfach vorkommende Stereotype, so in so unterschiedlichen Werken wie Otto Reutter Der Kriegsgewinnler von 1919, Brechts Trommeln in der Nacht oder Hans Hellmut Kirsts 08/15. Theo Matejko schuf nach einer Anregung von Hermann Ullstein die Gestalt des „Raffke“, eines als Kriegsgewinnler zu Geld gekommenen „Neureichen“.
Ab 1945 wird der Kriegsgewinnler vielfach als Gegenfigur zum Heimkehrer eingesetzt. Dem Heimkehrer, der sein Leben eingesetzt und Jahre seines Lebens verloren hat, wird der Kriegsgewinnler entgegengesetzt, der sich vor dem Kriegsdienst gedrückt hat und zudem finanziell vom Krieg profitierte.
Der Kriegsgewinnler tritt in der Literatur auch als teilweise positiv besetzte Figur auf. So nutzt Oskar Schindler in Schindlers Liste mit viel Zivilcourage und erheblichem Risiko seine durch den Krieg erworbenen Möglichkeiten zur Rettung hunderter Juden.